# Fumin
Fumin (pron. fr. AFI: [fymɛ̃]) è un vitigno autoctono a bacca nera della Valle d'Aosta, coltivato in tutta la valle centrale fino ad un'altitudine di 650 metri, il cui nome deriva dal fatto che gli acini sono ricoperti da una evidente pruina azzurrognola, che li fa apparire come "affumicati".

## Storia
Ha origini antiche, ma abbiamo notizie certe del Fumin solo nel 1838 da Lorenzo Francesco Gatta, che ne parla ampiamente nel suo Saggio sulle viti e sui vini della Valle d'Aosta. Fino a pochi decenni fa non veniva mai vinificato in purezza, ma solo utilizzato per dare colore e acidità a vini di pronta beva.

## Caratteristiche
La foglia è di medie dimensioni, pentagonale e trilobata.
Il grappolo del Fumin, di dimensione medio-piccola, ha forma piramidale, alata, di media compattezza.
L'acino, anch'esso medio piccolo, ha forma sferica, una buccia di buona consistenza, molto pruinosa, di colore blu opaco.
La maturazione è medio-tardiva (seconda metà di ottobre), la vigoria piuttosto elevata, e buona la produttività.

## Il vino

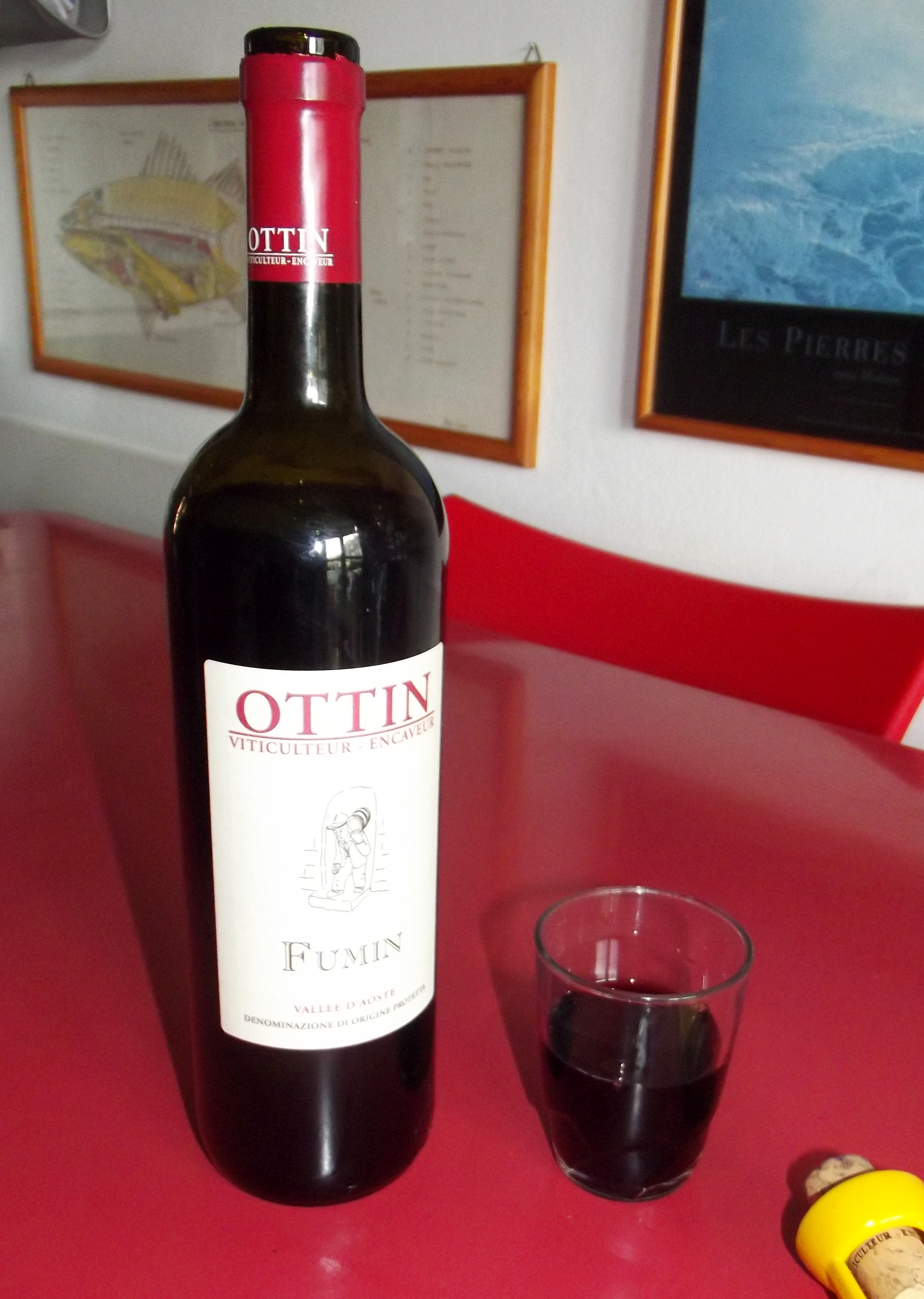
Una bottoglia di fumin DOC

Dalle uve Fumin, vinificate in purezza, si ottiene un vino longevo di colore rosso porpora con una tonalità violacea intensa, con profumi intensi e persistenti di frutti rossi. Al gusto, complesso e ampio, ha discreta morbidezza e, tannini eleganti che lo rendono piuttosto corposo. Si presta all'invecchiamento (3-5 anni).
Le uve Fumin sono la principale componente (90%) della DOC valdostana Valle d'Aosta Fumin, e concorrono in percentuale minore alla produzione di altri vini DOC della Valle.